# Rastaborg (ort)
Rastaborg är en bebyggelse strax nordost om slottet Rastaborg på Ekerön i Ekerö kommun.  Bebyggelsen klassades 2020 som en småort.